# Sony Pictures Networks India
Sony Pictures Networks India Pvt Ltd. là công ty con thuộc sở hữu gián tiếp của Sony Group Corporation tại Ấn Độ.  Công ty hiện đang quản lý và vận hành 26 trên truyền hình khác ở Ấn Độ. Công ty được thành lập vào ngày 30 tháng 9 năm 1995 với tên gọi Multi Screen Media Limited. Vào tháng 11 năm 2015, công ty được đổi tên thành Sony Pictures Networks India (SPN). 

## Kênh sở hữu

### Kênh truyền hình
| Kênh                  | Ngôn ngữ                                                             | Thể loại           | Độ phân giải | Ghi chú                                                                |  |
| --------------------- | -------------------------------------------------------------------- | ------------------ | ------------ | ---------------------------------------------------------------------- |  |
| Sony Entertainment TV | Tiếng Hindi                                                          | Giải trí tổng hợp  | SD + HD      |                                                                        |  |
| Sony SAB              | Tiếng Hindi                                                          | Giải trí tổng hợp  | SD + HD      | Trước đây là SAB TV                                                    |  |
| Sony Pal              | Tiếng Hindi                                                          | Giải trí tổng hợp  | SD           |                                                                        |  |
| Sony Max              | Tiếng Hindi                                                          | Phim               | SD + HD      |                                                                        |  |
| Sony Max 2            | Tiếng Hindi                                                          | Phim               | SD           |                                                                        |  |
| Sony Wah              | Tiếng Hindi                                                          | Phim               | SD           |                                                                        |  |
| Sony Yay              | Tiếng Anh, Hindi, Tamil, Telugu, Bangla, Kannada, Marathi, Malayalam | Trẻ em             | SD           | Thay thế bởi Animax                                                    |  |
| Sony BBC Earth        | Tiếng Anh, tiếng Hindi, tiếng Tamil, tiếng Telugu                    | Thông tin giải trí | SD + HD      | Đồng sở hữu bởi BBC Studios                                            |  |
| Sony Aath             | Tiếng Bengali                                                        | Giải trí tổng hợp  | SD           |                                                                        |  |
| Sony Marathi          | Marathi                                                              | Giải trí tổng hợp  | SD           | Phiên bản HD sắp ra mắt                                                |  |
| Sony Tamil            | Tamil                                                                | Giải trí tổng hợp  | SD           | Sắp ra mắt                                                             |  |
| Sony Telugu           | Tiếng Telugu                                                         | Giải trí tổng hợp  | SD           | Sắp ra mắt                                                             |  |
| Sony Pix              | Tiếng Anh, Tamil, Telugu, Hindi                                      | Phim               | SD + HD      | Nguồn cấp âm thanh                                                     |  |
| Sony Six              | Tiếng Anh, Malayalam, Bengali                                        | Thể thao           | SD + HD      | Nguồn cấp âm thanh                                                     |  |
| Sony Ten 1            | tiếng Anh                                                            | Thể thao           | SD + HD      | Trước đây là Ten Sports (2002-16) Ten 1 (2016-17)                      |  |
| Sony Ten 2            | tiếng Anh                                                            | Thể thao           | SD + HD      | Trước đây là Zee Sports (2005-10) Ten Action (2010-16) Ten 2 (2016-17) |  |
| Sony Ten 3            | Tiếng Hindi                                                          | Thể thao           | SD + HD      | Trước đây là Ten Cricket (2010-16) Mười 3 (2016-17)                    |  |
| Sony Ten 4            | Tamil, Telugu                                                        | Thể thao           | SD + HD      | Ra mắt vào ngày 1 tháng 6                                              |  |

### Các kênh không còn sở hữu
| Kênh             | Ngôn ngữ                                                                                         | Thể loại          | Độ phân giải | Ghi chú                    |
| ---------------- | ------------------------------------------------------------------------------------------------ | ----------------- | ------------ | -------------------------- |
| AXN              | Tiếng Anh                                                                                        | Giải trí tổng hợp | SD + HD      |                            |
| Sony Kix         | Tiếng Anh, tiếng Hindi                                                                           | Thể thao          | SD           | Đổi tên thành Sony ESPN    |
| Sony ESPN        | Tiếng Anh, tiếng Hindi, tiếng Tamil, tiếng Telugu, tiếng Bengali, tiếng Kannada, tiếng Malayalam | Thể thao          | SD + HD      | Đồng sở hữu bởi ESPN Inc.  |
| Sony Ten Golf HD | Tiếng Anh, tiếng Hindi                                                                           | Thể thao          | HD           | Trước đây là Ten Golf HD   |
| Animax           | tiếng Anh                                                                                        | Trẻ em            | SD           | Được thay thế bởi Sony Yay |
| Sony Le Plex HD  | tiếng Anh                                                                                        | Phim              | HD           |                            |
| Sony Mix         | Tiếng Hindi                                                                                      | Âm nhạc           | SD           |                            |
| Sony Rox HD      | Tiếng Hindi                                                                                      | Âm nhạc           | HD           |                            |

1. ↑  "Sony Pictures Networks India Enters Into a Licensing Agreement With The Indian Performing Right Society Ltd". www.businesswireindia.com. Truy cập ngày 25 tháng 2 năm 2020.
2. ↑  "Multi Screen Media (MSM) is now Sony Pictures Networks India (SPN) - Exchange4media". Indian Advertising Media & Marketing News – exchange4media (bằng tiếng Anh). Truy cập ngày 25 tháng 2 năm 2020.
3. ↑  After long time to launch a new Channel after Sony pal Tamil
4. ↑  Sony want also expand brand in Telugu Market after Viacom 18.
5. ↑  "SPNI to launch two new sports channels TEN 4 & TEN 4 HD - Exchange4media". Indian Advertising Media & Marketing News – exchange4media (bằng tiếng Anh). Truy cập ngày 26 tháng 5 năm 2021.